# Dubb Union
Dubb Union (tidigare Westurn Union) är en hiphopgrupp från Los Angeles. Gruppens medlemmar är Soopafly, Damani och Bad Lucc. Deras första medverkande på en låt var 2006 på låten "Like This" från Snoop Doggs album Tha Blue Carpet Treatment.